# Cachoeira
Cachoeira este un oraș în unitatea federativă  Bahia (BA) din Brazilia.
Hotels in Bahia Arhivat în 7 august 2008, la Wayback Machine.